# Zehneria rutenbergiana
Zehneria rutenbergiana är en gurkväxtart som först beskrevs av Célestin Alfred Cogniaux, och fick sitt nu gällande namn av Keraudr. Zehneria rutenbergiana ingår i släktet Zehneria och familjen gurkväxter. Inga underarter finns listade i Catalogue of Life.